# شاولة
شاولة هي قرية في مقاطعة نقدة، إيران. يقدر عدد سكانها بـ 618 نسمة بحسب إحصاء 2016.